# Strongylodon celebicus
Strongylodon celebicus är en ärtväxtart som beskrevs av Huang. Strongylodon celebicus ingår i släktet Strongylodon och familjen ärtväxter. Inga underarter finns listade i Catalogue of Life.